# George Udilă
George Udilă (n. 5 iulie 1950, București, România) este un clarinetist virtuoz de muzică lăutărească din România.